# Спирритт, Ханна
Ха́нна Луи́за Спи́рритт (англ. Hannah Louise Spearritt; род. 1 апреля 1981, Грейт-Ярмут, Норфолк, Великобритания) — английская актриса и певица.

## Биография
Родилась в Грейт Ярмут, является младшей из трёх детей в семье, её старшая сестра, Таня Спирритт, — бывшая модель, а ныне дизайнер, а дядя, Эдди Спирритт, — бывший профессиональный футболист.
Ханна начала карьеру в шоу-бизнесе в 3 года. Она снималась для издания Mothercare. В 12 лет она приняла участие в театральной постановке «Энни» ярмутского общества театра и оперы, после чего её заметили и пригласили в National Youth Music Theatre. С их труппой Ханна участвовала в постановках 'Pendragon' (1994—1995); с гастролями 'Pendragon' Ханна увидела Нью-Йорк и Гонконг, 'Tin Pan Ali' (1996) и 'Bugsy Malone' (1997).
В 1998 году Спирритт сыграла в телефильме «The Cater Street Hangman», а также появилась в «National Lottery Show» и «Blue Peter».
Однажды ей на глаза попалась заметка о кастинге в поп-группу «S Club 7»; она отправилась на кастинг и прошла его.
Членом группы Ханна была с 1998 по 2003 год. За это время, группа — трижды проехали с гастролями Соединенное Королевство, выиграли две престижных награды BRIT и несколько других, а также создали несколько собственных телепроектов — «Miami 7» (1999), «L.A. 7» (2000), «Hollywood 7» (2001) и «Viva S Club» (2002).
Спирритт, как и её коллега по группе Рэйчел Стивенс, часто снималась в откровенном виде для самых разных изданий и регулярно попадала в 'сто самых сексуальных женщин' по версии 'FHM' в период с 2000 по 2004 г.
Впрочем, для развития её карьеры важнее было то, что она снялась в кинофильме «Seeing Double» (2003).
В 2001 году выяснилось, что Спирритт уже 6 месяцев тайно встречалась с коллегой по группе Полом Каттермолом. В 2002 она первой ушла из 'S Club 7', которая вследствие этого превратилась в просто 'S Club' и в 2003 полностью распалась. Это не повлияло на её отношения с Полом, продолжавшиеся до 2006 г.
В 1997 году недолго встречалась с Эндрю Ли Поттсом. В 2006 вместе снялись в сериале «Портал юрского периода», и пара возобновила отношения, но в 2013 снова расстались.

## Фильмография

### Фильмы
| Год  | Фильм                                       | Роль             | Примечание |
| ---- | ------------------------------------------- | ---------------- | ---------- |
| 2003 | Seeing Double                               | Hannah (Herself) |            |
| 2004 | Агент Коди Бэнкс 2: Пункт назначения Лондон | Emily Sommers    |            |
| 2004 | Потомство Чаки                              | Joan             |            |
| 2007 | Little Lilly in Chapter 1: Colour Blind     | Little Lilly     | Short film |
| 2007 | Little Lilly in Chapter 2: Fish             | Little Lilly     | Short film |
| 2008 | Little Lilly in Chapter 3: U Turn           | Little Lilly     | Short film |

### Телевидение
| Год       | ТВ Шоу                   | Роль                       | Примечание                                |
| --------- | ------------------------ | -------------------------- | ----------------------------------------- |
| 1998      | The Cater Street Hangman | Lily                       | TV film                                   |
| 1999      | Miami 7                  | Hannah Spearritt (herself) | S Club 7 TV Spin-off series 13 eps        |
| 2000      | L.A. 7                   | Hannah Spearritt (herself) | S Club 7 TV Spin-off series 13 eps        |
| 2001      | Hollywood 7              | Hannah Spearritt (herself) | S Club 7 TV Spin-off series 13 eps        |
| 2002      | Viva S Club              | Hannah Spearritt (herself) | S Club 7/S Club TV Spin-off series 13 eps |
| 2005      | Blessed                  | Girl Thing member          | Ep. 4, Ep. 6 and Ep. 7                    |
| 2007-2011 | Портал юрского периода   | Эбби Мэйтленд              | одна из главных героев                    |
| 2007      | At Bertram’s Hotel       | Tilly Rice                 |                                           |

### Мюзиклы
| Год       | Мюзикл            | Роль    | Место исполнения             |
| --------- | ----------------- | ------- | ---------------------------- |
| 1994-1995 | Pendragon         |         | Various (including New York) |
| 1996      | Tin Pan Ali       |         | Various (UK)                 |
| 1997      | Bugsy Malone      | Louella | West End                     |
| 2005      | Snow! The Musical | Jilly   | West End                     |